# Justizvollzugsanstalt Kaisheim
Die Justizvollzugsanstalt Kaisheim ist eine JVA des Freistaates Bayern in Kaisheim. Den Westteil der Justizvollzugsanstalt bildet das ehemalige Kloster Kaisheim.
Die Haftanstalt hat eine Belegungsfähigkeit von derzeit 601 Haftplätzen.

## Geschichte

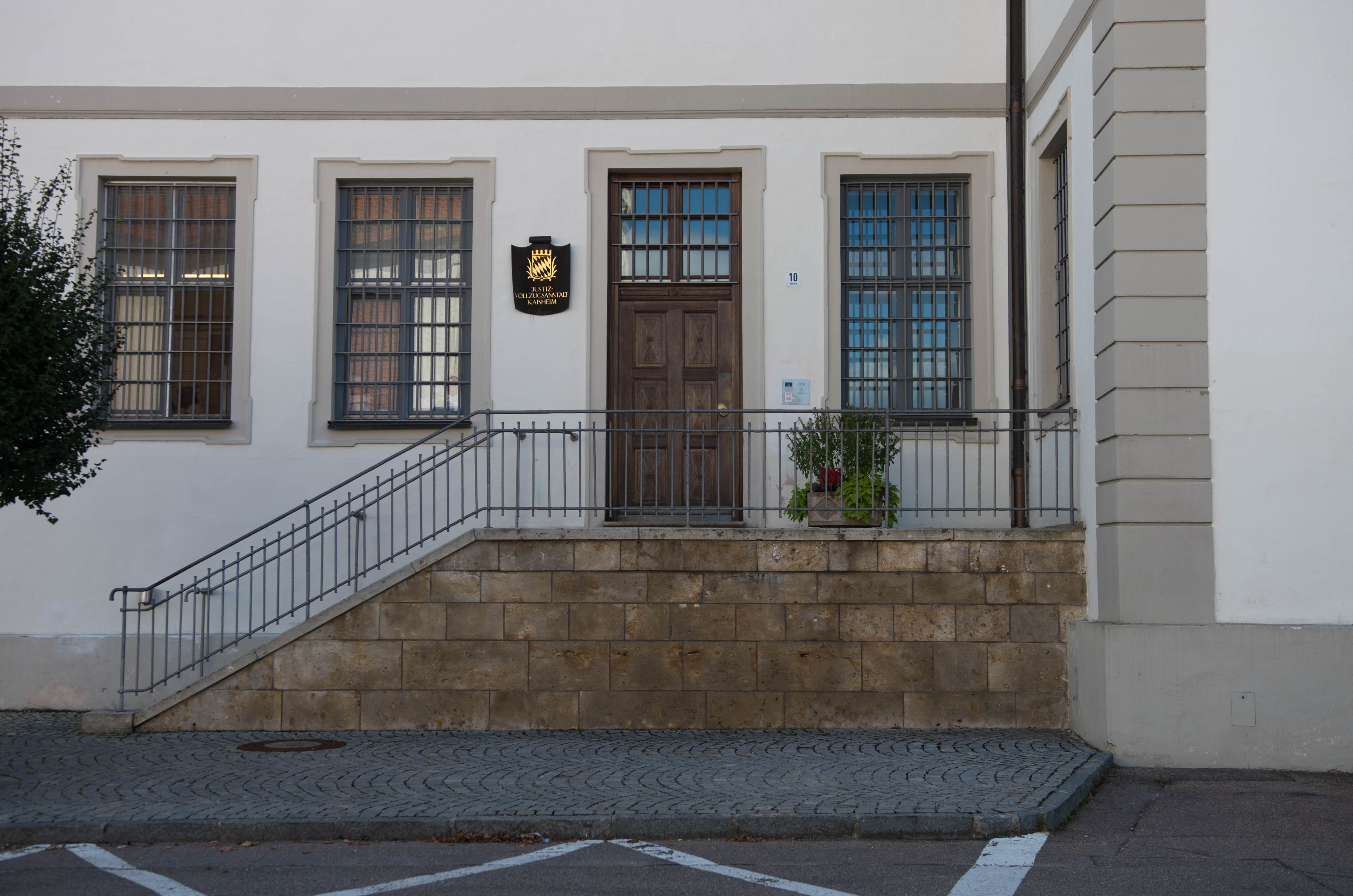
Zugang zur Justizvollzugsanstalt

Die Anstalt wurde 1816 als Gefängnis in Räumlichkeiten des Reichsstiftes Kaisheim errichtet. Nach Umbauarbeiten nahm die Anstalt 1817 als eine Zwangsarbeitsanstalt für 60 katholische Männer und Frauen ihren Betrieb auf. 1862 wurde das Gefängnis zum Zuchthaus für katholische Männer mit Gemeinschaftshaftform bestimmt und 1863 in der neuen Form eröffnet. Die Belegung war auf 670 Männer festgelegt. Mit dem Beginn des 20. Jahrhunderts wurde der Haftalltag etwas gelockert, Vorträge, Gesangsabende und Turnen zeigten erste Ansätze einer geplanten Freizeitgestaltung.
In der NS-Zeit wurden ab 1943 Nacht-und-Nebel-Häftlinge, darunter 239 Häftlinge von KZ Natzweiler-Struthof, zur Zwangsarbeit im Zuchthaus Kaisheim herangezogen. Alle 239 wurden am 9. April 1945 auf einem Todesmarsch nach KZ Dachau getrieben. Weitere Arbeitskommandos in Löpsingen (eine Munitionsfabrik), Donauwörth (eine Maschinenfabrik) und Unterhausen (ein Eisenbahnwerk) wurden vom Zuchthaus Kaisheim verwaltet.
1970 wurde das Gerichtsgefängnis in eine Justizvollzugsanstalt umgewandelt. Im ehemaligen Klostergarten entstanden in den 1990er Jahren ein Sportplatz und das Betriebsgebäude für die Werkstätten. Der bisherige dreiflügelige Bau wurde im Jahr 2000 um zwei weitere Flügel ergänzt.
Der historisch bedeutende Kaisersaal des ehemaligen Klosters wird heute für Konzerte und Empfänge genutzt. Im Foyer und angrenzenden Räumen des Kaisersaals der ehemaligen Abtei Kaisersheim beschreibt die Dauerausstellung „Hinter Gittern“ im gleichnamigen Strafvollzugsmuseum die Entwicklung des Strafvollzugs im Verlauf der Jahrhunderte.

## Bekannte Inhaftierte
- Theo Berger (1941–2003), Bankräuber, „Al Capone vom Donaumoos“ (1963/65)